# Europese PGA Tour 2002
De Europese PGA Tour 2002 was het 31ste seizoen van de Europese PGA Tour en bestond uit 47 toernooien. Het seizoen startte met het BMW Asian Open in november 2001 en eindigde met de Volvo Masters in november 2002.
Dit seizoen stond er drie nieuwe toernooien op de kalender: het BMW Asian Open, het Hong Kong Open en het ANZ Championship. Het São Paulo Brazil Open, het Argentine Open en het Marokkaans Open verdwenen van de kalender.

## Kalender
| Data  | Data  | Toernooi                            | Baan                            | Land             | Winnaar                           | Score     | Info                                                  |
| 2001  | 2001  | 2001                                | 2001                            | 2001             | 2001                              | 2001      | 2001                                                  |
| ----- | ----- | ----------------------------------- | ------------------------------- | ---------------- | --------------------------------- | --------- | ----------------------------------------------------- |
| 22-11 | 25-11 | BMW Asian Open                      | Ta Shee Golf & Country Club     | Chinees Taipei   | Jarmo Sandelin                    | 278 (-10) | Nieuw toernooi                                        |
| 29-11 | 02-12 | Omega Hong Kong Open                | Hong Kong Golf Club             | Hongkong         | José María Olazábal               | 262 (-22) | Nieuw toernooi                                        |
| 2002  |       |                                     |                                 |                  |                                   |           |                                                       |
| 10-01 | 13-01 | Bell's South African Open           | Durban Country Club             | Zuid-Afrika      | Tim Clark                         | 269 (-9)  |                                                       |
| 17-01 | 20-01 | Alfred Dunhill Championship         | Houghton Golf Club              | Zuid-Afrika      | Justin Rose                       | 268 (-20) |                                                       |
| 24-01 | 27-01 | Johnnie Walker Classic              | Lake Karrinyup Country Club     | Australië        | Retief Goosen                     | 274 (-14) |                                                       |
| 31-01 | 03-02 | Heineken Classic                    | Royal Melbourne Golf Club       | Australië        | Ernie Els                         | 271 (-17) |                                                       |
| 08-02 | 11-02 | ANZ Championship                    | The Lakes Golf Course           | Australië        | Richard S Johnson                 | 46        | Nieuw toernooi Stablefordtelling                      |
| 20-02 | 24-02 | WGC - Accenture Match Play          | La Costa Resort & Spa           | Verenigde Staten | Kevin Sutherland                  | -         |                                                       |
| 21-02 | 24-02 | Caltex Singapore Masters            | Singapore Island Country Club   | Singapore        | Arjun Atwal                       | 274 (-14) |                                                       |
| 28-02 | 03-03 | Carlsberg Malaysian Open            | Royal Selangor Golf Club        | Maleisië         | Alastair Forsyth                  | 267 (-17) |                                                       |
| 07-03 | 10-03 | Dubai Desert Classic                | Emirates Golf Club              | V.A.E.           | Ernie Els                         | 272 (-16) |                                                       |
| 14-03 | 17-03 | Qatar Masters                       | Doha Golf Club                  | Qatar            | Adam Scott                        | 269 (-19) |                                                       |
| 21-03 | 24-03 | Madeira Island Open                 | Clube de Golf Santo da Serra    | Portugal         | Diego Borrego                     | 281 (-7)  |                                                       |
| 04-04 | 07-04 | Algarve Portuguese Open             | Vale Do Lobo Resort             | Portugal         | Carl Pettersson David Gilford     | 142 (-15) |                                                       |
| 11-04 | 14-04 | Masters Tournament                  | Augusta National Golf Club      | Verenigde Staten | Tiger Woods                       | 276 (-12) |                                                       |
| 19-04 | 21-04 | Seve Trophy                         | Druids Glen Golf Club           | Ierland          | GBR & IRL                         | -         | Teamevenement                                         |
| 25-04 | 28-04 | Canarias Open de España             | El Cortijo Club de Campo        | Spanje           | Sergio García                     | 275 (-13) |                                                       |
| 02-05 | 05-05 | Novotel Perrier Open de France      | Le Golf National                | Frankrijk        | Malcolm MacKenzie                 | 274 (-14) |                                                       |
| 09-05 | 12-05 | Benson & Hedges International Open  | The Belfry Golf Club            | Engeland         | Ángel Cabrera                     | 278 (-10) |                                                       |
| 17-05 | 20-05 | Deutsche Bank Open TPC of Europe    | Golf Club St. Leon-Rot          | Duitsland        | Tiger Woods                       | 266 (-22) |                                                       |
| 23-05 | 26-05 | Volvo PGA Championship              | The Wentworth Club              | Engeland         | Anders Hansen                     | 269 (-19) |                                                       |
| 30-05 | 02-06 | Victor Chandler British Masters     | Woburn Golf Club                | Engeland         | Justin Rose                       | 269 (-19) |                                                       |
| 06-06 | 09-06 | Compass Group English Open          | Marriott Forest of Arden G & CC | Engeland         | Darren Clarke                     | 271 (-17) |                                                       |
| 13-06 | 16-06 | US Open                             | Bethpage State Park Golf Course | Verenigde Staten | Tiger Woods                       | 277 (-3)  |                                                       |
| 20-06 | 23-06 | Great North Open                    | Slaley Hall Golf Course         | Engeland         | Miles Tunnicliff                  | 279 (-9)  |                                                       |
| 27-06 | 30-06 | Murphy's Irish Open                 | Fota Island Resort              | Ierland          | Søren Hansen                      | 270 (-14) |                                                       |
| 04-07 | 07-07 | Smurfit European Open               | The K Club                      | Ierland          | Michael Campbell                  | 282 (-6)  |                                                       |
| 11-07 | 14-07 | The Barclays Scottish Open          | Loch Lomond Golf Club           | Schotland        | Eduardo Romero                    | 273 (-11) |                                                       |
| 18-07 | 21-07 | The Open Championship               | Muirfield Golf Club             | Schotland        | Ernie Els                         | 278 (-6)  |                                                       |
| 25-07 | 28-07 | TNT Dutch Open                      | Hilversumsche Golf Club         | Nederland        | Tobias Dier                       | 263 (-17) |                                                       |
| 01-08 | 04-08 | Scandinavian Masters                | Kungsängen Golf Club            | Zweden           | Graeme McDowell                   | 270 (-14) |                                                       |
| 08-08 | 11-08 | The Celtic Manor Resort Wales Open  | Celtic Manor Resort             | Wales            | Paul Lawrie                       | 272 (-16) |                                                       |
| 15-08 | 18-08 | North West of Ireland Open          | Ballyliffin Golf Club           | Ierland          | Adam Mednick                      | 281 (-7)  | Alternatief voor de "US PGA"                          |
| 15-08 | 18-08 | US PGA Championship                 | Hazeltine National Golf Club    | Verenigde Staten | Rich Beem                         | 278 (-10) |                                                       |
| 22-08 | 25-08 | Scottish PGA Championship           | The Gleneagles                  | Schotland        | Adam Scott                        | 262 (-24) | Alternatief voor de "WGC-NEC"                         |
| 22-08 | 25-08 | WGC - NEC Invitational              | Sahalee Country Club            | Verenigde Staten | Craig Parry                       | 268 (-16) |                                                       |
| 29-08 | 01-09 | BMW International Open              | Golfclub München Eichenried     | Duitsland        | Thomas Bjørn                      | 264 (-24) |                                                       |
| 05-09 | 08-09 | Canon European Masters              | Golf Club Crans-sur-Sierre      | Zwitserland      | Robert Karlsson                   | 270 (-14) |                                                       |
| 12-09 | 15-09 | Linde German Masters                | Golf Club Gut Lärchenhof        | Duitsland        | Stephen Leaney                    | 266 (-22) |                                                       |
| 19-09 | 22-06 | WGC - American Express Championship | Mount Juliet Golf Club          | Ierland          | Tiger Woods                       | 263 (-25) |                                                       |
| 27-09 | 29-09 | Ryder Cup                           | The Belfry Golf Club            | Engeland         | Continentaal Europa               | 14½ - 12½ |                                                       |
| 03-10 | 06-10 | Alfred Dunhill Links Championship   | St Andrews Links                | Schotland        | Pádraig Harrington                | 269 (-19) |                                                       |
| 10-10 | 13-10 | Trophée Lancôme                     | Golf de Saint-Nom-la-Bretèche   | Frankrijk        | Alex Čejka                        | 272 (-12) |                                                       |
| 17-10 | 20-10 | Cisco World Match Play Championship | The Wentworth Club              | Engeland         | Ernie Els                         | -         |                                                       |
| 24-10 | 27-10 | Telefonica Open de Madrid           | Club de Campo Villa de Madrid   | Spanje           | Steen Tinning                     | 265 (-19) |                                                       |
| 31-10 | 03-11 | Italian Open                        | Olgiata Golf Club               | Italië           | Ian Poulter                       | 197 (-19) | Afgewerkt in 3 ronden                                 |
| 07-11 | 10-11 | Volvo Masters                       | Valderrama Golf Club            | Spanje           | Colin Montgomerie Bernhard Langer | 281 (-3)  | Gelijkspel; play-offs gestopt wegens gebrek aan licht |

## Order of Merit
De Order of Merit wordt gebaseerd op basis van het verdiende geld.
| Rang | Speler             | Land        | Prijzengeld (€) |
| ---- | ------------------ | ----------- | --------------- |
| 1    | Retief Goosen      | Zuid-Afrika | 2.360.128       |
| 2    | Pádraig Harrington | Ierland     | 2.334.655       |
| 3    | Ernie Els          | Zuid-Afrika | 2.251.708       |
| 4    | Colin Montgomerie  | Schotland   | 1.980.720       |
| 5    | Eduardo Romero     | Argentinië  | 1.811.330       |
| 6    | Sergio García      | Spanje      | 1.488.728       |
| 7    | Adam Scott         | Australië   | 1.361.776       |
| 8    | Michael Campbell   | Nederland   | 1.325.404       |
| 9    | Justin Rose        | Engeland    | 1.323.529       |
| 10   | Paul Lawrie        | Schotland   | 1.151.434       |